# Diewino (obwód smoleński)
Diewino (ros. Девино) – wieś (ros. деревня, trb. dieriewnia) w zachodniej Rosji, w osiedlu wiejskim Pieriewołoczskoje rejonu rudniańskiego w obwodzie smoleńskim.

## Geografia
Miejscowość położona jest nad jeziorem Diewinka, 3 km od granicy z Białorusią, 1,5 km od drogi regionalnej 66N-1629 (Pieriewołoczje / 66N-1615 – Samsoncy), 6 km od drogi regionalnej 66K-28 (Diemidow – Rudnia), 5 km od drogi federalnej R120 (Orzeł – Briańsk – Smoleńsk – granica z Białorusią), 5 km od centrum administracyjnego osiedla wiejskiego (Pieriewołoczje), 7,5 km od centrum administracyjnego rejonu (Rudnia), 69 km od Smoleńska.
W granicach miejscowości znajduje się ulica Lipowaja (9 posesji).

## Demografia
W 2010 r. miejscowość zamieszkiwały 3 osoby.

## Historia
W czasie II wojny światowej od lipca 1941 roku wieś była okupowana przez hitlerowców. Wyzwolenie nastąpiło w październiku 1943 roku.

## Osobliwości
- Osada 1,5 km na północny wschód od dieriewni (VI–VIII wiek n.e.)[6]
- Osada 1,5 km na południowy zachód od wsi (I tysiąclecie n.e.)[6]
- Grupa 3 kurhanów 2 km na północny wschód od dieriewni[6]
- 6 kurhanów 1,5 km na północny wschód od miejscowości, na południowym brzegu jeziora Witrino[6]